# Miksa József bajor herceg
Miksa József (ismert még mint Bajorországi Miksa József, németül: Max Joseph in Bayern; Bamberg, Bajor Királyság, 1808. október 4. – München, Bajor Királyság, 1888. november 15.), a Wittelsbach-ház pfalz–birkenfeld–gelnhauseni ágából származó bajor herceg, Piusz Ágost herceg és Amalie Luise von Arenberg egyetlen gyermeke, aki nagynénjével, Ludovika bajor királyi hercegnővel kötött házassága révén a bajor királyi család tagja. Többek között Erzsébet császárné és királyné édesapja.

## Élete
Miksa József herceg Bambergben született Piusz Ágost bajor herceg (1786–1837) és felesége, Amália Lujza arenbergi hercegnő gyermekeként. Ifjúkorát Bambergben és Münchenben töltötte. 1826-ban beiratkozott a Müncheni Egyetemre, ahol történelmet, közgazdaságtant és természettudományokat tanult. 1827-ben nagykorúvá nyilvánították és a bajor birodalmi tanácsosok kamarájának tagjai közé választották, ahol 3 évvel később szavazati jogot is nyert. Politika és katonai pályát ellenben nem folytatott, mégis 1830-ban tulajdonosa lett a harmadik könnyű lovasezrednek, 1857-től pedig tábornoki címet viselt.
1834-ben megvásárolta a Starnbergi-tó melletti possenhofeni kastélyt (ma Pöcking község része), amely Miksa hátralévő életében családjának fő nyári tartózkodási helye volt.
Gyakran utazott, 1838-ban Palesztinába, Egyiptomba, Athénba, Konstantinápolyba és Núbiába látogatott el. Élménybeszámolóját „Wanderung nach dem Orient im Jahre 1838” címen jelentette meg. Ezt először 1839-ben adták ki, majd 1978-ban újranyomtatták. Utazásai során gyűjtötte a régiségeket, amelyeket hazavitt magával Bajorországba, és édesapja házában, a Banz Apátságban  kiállította őket, itt a mai napig megtekinthetők. A régiségek között megtalálható egy fiatal asszony múmiája, három mumifikálódott fej, jó néhány állat múmiája, valamint sokféle kő különböző templomokból és sírokból, köztük Dendur templomának egy darabja. Amikor Jeruzsálemben járt, pénzt adományozott a Via Dolorosán álló Megkorbácsoltatás templomának újjáépítésére.
Hazatérve utazásairól a Ludwigstrassén, hatalmas cirkuszt építtetett, melyben többnyire a főnemességhez tartozó urak tartották az előadásokat.
Phantasus álnév alatt számos drámai költeményt és elbeszélést is írt. A herceg a népköltészetben is jeleskedett, tájszólásban írt, ennek tökéletesítése érdekében gyakran járta a vidéket, hogy az ottani beszédet és szokásokat tanulmányozhassa. Ezzel a nép körében hatalmas népszerűséget tett szert.

## Népzene
A bajor népzene legjelentősebb XIX. századi támogatójaként tartották nyilván. Hatására a citerát egyre inkább a bajor népzenével kezdték azonosítani, a hangszert még az előkelő udvarokban is használni kezdték. Ez irányú szenvedélye miatt a „Citera-Maxi” („Zither-Maxl”) nevet ragasztották rá. A citerát nemcsak hallgatni szerette, hanem maga is játszott rajta, sőt még zenét is szerzett a hangszerre.

## Házassága és gyermekei
Miksa József első és egyben egyetlen felesége is a saját másod-unokanővére, a szintén a Wittelsbach-házból származó Mária Ludovika Vilma bajor királyi hercegnő volt. Mária Ludovika I. Miksa bajor király és Karolina Friderika Vilma badeni hercegnő hetedik gyermeke volt. Kettőjük házasságára 1828. szeptember 9-én került sor a Bajor Királyságbéli Tegernsee településen. Kapcsolatukból összesen tíz gyermek született, melyek közül nyolc érte meg a felnőttkort. Gyermekeik:
| Név                                     | Portré | Született                         | Elhunyt                                 | Megjegyzés |
| --------------------------------------- | ------ | --------------------------------- | --------------------------------------- | --- |
| Lajos Vilmos herceg „Louis”             |        | 1831. június 21. München          | 1920. november 6. München 89 évesen     | Az Aranygyapjas rend lovagja, Henriette Mendel színésznővel kötött morganatikus házassága miatt lemondott elsőszülötti jogáról. |
| Vilmos Károly herceg                    | –      | 1832. december 24. München        | 1833. február 13. München pár hónaposan | Kisgyermekként meghalt. |
| Ilona Karolina Terézia hercegnő „Nene”  |        | 1834. április 4. München          | 1890. május 16. Regensburg 56 évesen    | I. Ferenc József osztrák császár hitvesének szánták, ám végül Miksa Antal, Thurn und Taxis hercegéhez ment feleségül, boldog kapcsolatukból négy gyermekük született.                                                                    |
| Erzsébet Amália Eugénia hercegnő „Sisi” |        | 1837. december 24. München        | 1898. szeptember 10. Genf 60 évesen     | Kora egyik legszebbnek tartott asszonya, végül ő kötött házasságot I. Ferenc József osztrák császárral amely házasság révén magyar királyné is lett. 1898-ban egy merénylet során, Luigi Lucheni olasz anarchista leszúrta.              |
| Károly Tivadar herceg „Lúd”             |        | 1839. augusztus 9. Possenhofen    | 1909. november 30. Kreuth 70 évesen     | Orvosi pályára lépett és elismert szemszakorvos lett. Kétszer nősült, első hitvese a Wettin-házból származó Zsófia szász királyi hercegnő, a második a Bragança-házi Maria José portugál infánsnő volt, összesen hat gyermeke született. |
| Mária Zsófia Amália hercegnő            |        | 1841. október 4. Possenhofen      | 1925. január 19. München 83 évesen      | 1859-ben, a Bourbon-házból való II. Ferenc nápoly–szicíliai királlyal kötött házassága révén a Szicíliai Kettős királyság királynéja. |
| Matilda Ludovika hercegnő „Veréb”       |        | 1843. szeptember 30. Possenhofen  | 1925. június 18. München 81 évesen      | 1861-ben, a szintén a Bourbon-házból való Lajos, Trani grófjával, saját sógorával kötött házassága révén a nápoly–szicíliai királyi család tagja. Boldogtalan házasságából egy gyermek született.                                        |
| Miksa herceg                            | –      | */† 1845. december 8. Possenhofen | */† 1845. december 8. Possenhofen       | születésekor meghalt. |
| Zsófia Sarolta Aguszta hercegnő         |        | 1847. február 23. Possenhofen     | 1897. május 4. Párizs 50 évesen         | 1868-ban feleségül ment az Orléans-i házból származó Ferdinánd alençoni herceghez, boldog házasságban élt, a halál egy jótékony célú vásáron érte, ahol hősiesen segítette az emberek biztonságos kijutását, ám ő maga életét vesztette. |
| Miksa Emánuel herceg „Mapperl”          |        | 1849. december 7. München         | 1893. június 12. Feldafing 43 évesen    | Altábornagy, boldog házassága Amália szász–coburg–gothai hercegnővel köttetett, akitől három gyermeke született. |

1888-ban feleségével még megünnepelhette 60. házassági évfordulóját, de egy hónappal később, november 12-én szélütés kapott, majd 15-én hajnalban elhunyt. Felesége négy évvel később, 1892-ben követte férjét. Miksa herceget a tegernsee-i családi kriptában helyezték örök nyugalomra.

## Művei
Miksa József műveit 1992-ben gyűjtötték össze, és adták ki Bajorországban: Ländlerek, Keringők, Polkák, Skót táncok, Mazurkák, Quadrille-ek és Indulók zongorára (Pianoforte), citerára, gitárra vagy vonós hangszerekre (Ländler, Walzer, Polka, Schottisch, Mazurka, Quadrillen und Märsche für Pianoforte, Zither, Gitarre oder Streichinstrumente).

## Külső hivatkozások
- A bajor hercegek családfái (archivált link)
- Tartalmas leírás a testvérekről, sok kép
- Vasárnapi Ujság, 35. évfolyam, 39. és 47. szám (8. old.) (1888)